# Home Treatment
Home Treatment (englisch für Behandlung zuhause) ist eine Behandlung, bei der ein Behandlungsteam psychiatrische Patienten in gewohnter Umgebung versorgt. Das Team besteht aus Pflegern, Sozialarbeitern und Psychotherapeuten. Home Treatment (HT) soll zu einer Reduzierung der Verweildauer in der stationären Versorgung führen.
Angeboten wird HT in Aachen, Berlin, Leipzig, Detmold, Frankfurt am Main,Gießen (Lahn) ,Günzburg, Geesthacht, Hamburg, Krefeld, Nauen , Itzehoe, Bonn und Heidenheim. Entsprechende Krisenwohnungen gibt es in Bremen, Berlin und Solingen. Auch in Österreich erste Ansätze dazu.

## Behandlungsablauf
Je nach Klinik gibt es Unterschiedliche Schwerpunkte. Typische Organisation ist: pro Patient wöchentlich mindestens drei Hausbesuche, davon mindestens einer mit Arzt. Im Bedarfsfall sind auch mehrere Besuche möglich, täglich bis zu drei. Der Umfang und die Art der Kontakte (Hausbesuche, Telefonate) wird im Einzelfall festgelegt. Einmal wöchentlich findet in der Klinik die Oberarzt-Visite bei bestimmten Patienten statt. Zusätzlich gibt es über jeden Patienten eine wöchentlich stattfindende Fallbesprechung mit Oberarzt, Arzt, Pflegepersonal, Sozialarbeiter, in der der bisherige Therapieverlauf sowie weitere Behandlungsziele reflektiert, festgelegt oder gegebenenfalls modifiziert werden.

## Entwicklung
Um 1960 wollte man eine gemeindenahe therapeutische Versorgung und dass sich die geschlossenen psychiatrischen Institutionen öffnen. Daraus entwickelte sich 1964 die „Crisi Theory“ Caplan und 1980 das ACT-Modell „Stein und Test“, 1971 in Denver; von dort ist die Verbreitung vor allem in Englischsprachigen Ländern dokumentiert. Aber auch in Pai und Lapur 1983 und später im Skandinavischen Raum. Seit 2002 gibt es Pilotprojekte in Deutschland.

## Behandlungsergebnis
Erste Ergebnisse deuten die Effektivität einer humaneren Behandlungsform an. Danach ist HT der stationären Behandlung entweder gleichwertig oder geringfügig überlegen. Auch erwies sich das soziale Funktionsniveau der HT-Patienten als besser. Die Angehörigen waren mit dieser Behandlungsalternative zufriedener und fühlten sich mehr entlastet als durch einen stationären Aufenthalt. Diese Ergebnisse zeigen sich auch in anderen Modellversuchen und Einrichtungen in der Bundesrepublik Deutschland und in anderen Ländern wie Großbritannien, wo die generelle Umstellung auf mobile Kriseninterventionsteams am stärksten durchgeführt wurde.